# Parlament Gruzije
Parlament Gruzije (gruzinsko საქართველოს პარლამენტი, latinizirano: sakartvelos p'arlament'i) je najvišji nacionalni zakonodajni organ Gruzije. Je enodomni parlament, ki ga trenutno sestavlja 150 članov; od tega je 120 proporcionalnih predstavnikov in 30 je izvoljenih po enočlanskem okrajnem pluralnem sistemu, ki predstavljajo svoje volilne enote. V skladu z ustavnimi spremembami iz leta 2017 bo parlament leta 2024 prešel na popolnoma sorazmerno zastopanost.
Vsi poslanci so izvoljeni za štiri leta. Ustava Gruzije podeljuje parlamentu Gruzije osrednjo zakonodajno oblast, ki jo omejujejo zakonodajalci avtonomnih republik Adžarije in Abhazije.

## Volitve
Parlament Gruzije je izvoljen na podlagi splošnih, svobodnih, enakih in neposrednih volitev s tajnim glasovanjem. Državnozborske volitve se opravijo zadnjo soboto v oktobru v koledarskem letu, v katerem se izteče mandat DZ. V primeru razpustitve parlamenta se volitve razpišejo najpozneje 45. dan in najpozneje 60. dan po razpustitvi zakonodajnega organa. Če datum volitev sovpada z izrednim ali vojnim stanjem, se volitve opravijo najpozneje 45. dan in najpozneje 60. dan po preklicu izrednega ali vojnega stanja.
Z amandmajem iz leta 2017 se je zvišala minimalna starost za izvolitev zvišala z 21 na 25 let. Vsak državljan Gruzije z volilno pravico in ki živi v Gruziji najmanj 10 let, ima pravico do izvolitve v parlamentu. Kandidirati pa ne more oseba, ki je obsojena na zaporno kazen. 
Na volitvah lahko nastopi politična stranka, katere član je dosedanji poslanec ali ga je podprlo najmanj 25.000 volivcev. Na volitvah leta 2020 se je prag za vstop v parlament znižal na 3 %, strankam pa je bilo omogočeno, da sestavljajo volilne bloke. Leta 2024 se bo prag vrnil na 5 %.

## Seje in zasedanja
Prva seja novoizvoljenega parlamenta se skliče najkasneje 10. dan po uradni objavi volitev. Prvo sejo skliče predsednik Gruzije. Parlament se sestaja na redni seji dvakrat letno, od septembra do decembra in od februarja do junija. Vmes med zasedanji lahko predsednik države skliče izredno sejo parlamenta na zahtevo predsednika parlamenta, najmanj ene četrtine poslancev ali vlade.

## Priprava zakonodaje
Vlada, poslanec, parlamentarna frakcija, parlamentarni odbor, najvišja predstavniška telesa avtonomnih republik Abhazije in Adžare ter najmanj 25.000 volivcev imajo pravico vložiti predlog zakona. Zakon je sprejet, če ga podpre večina prisotnih poslancev, vendar najmanj ena tretjina celotnega števila poslancev. Zakon, ki ga sprejme parlament, mora biti predložen predsedniku Gruzije v 10 dneh. 
Predsednik lahko zakon podpiše in razglasi ali ga z utemeljenimi pripombami vrne v parlament v dveh tednih. Če so pripombe sprejete, se dokončno različico zakona predloži predsedniku v 5 dneh, ta pa mora zakon podpisati in razglasiti v petih dneh. Če so pripombe predsednika zavrnjene, se o prvotni različici zakona glasuje v parlamentu in, če je sprejet, v treh dneh predloži predsedniku v podpis in razglasitev. Če predsednik ne razglasi zakona, potem to stori predsednik parlamenta po izteku roka.

## Ostale pristojnosti
Parlament ima pristojnost ratificirati, odpovedati in razveljaviti mednarodne pogodbe z večino glasov vseh poslancev. Obtožijo lahko tudi predsednika, člana vlade, sodnika vrhovnega sodišča, generalnega tožilca, glavnega revizorja ali člana sveta Narodne banke. Predsednik Gruzije lahko razpusti parlament, če zakonodajalec v določenem roku ne odobri nove vlade.

## Predsednik parlamenta
Predsednika parlamenta izvoli večina poslancev, in sicer na tajnem glasovanju. Predsednik parlamenta vodi delo parlamenta, zagotavlja svobodno izražanje mnenj in podpisuje akte, ki jih sprejme parlament.

## Sedež
Sedež gruzijskega parlamenta je v Tbilisiju, glavnem mestu Gruzije. Od leta 2012 do 2018 so redna parlamentarna zasedanja potekala v novi stavbi, ki je bila posebej za ta namen zgrajena v Kutaisiju, takrat drugem največjem mestu Gruzije, 231 km (144 mi) zahodno od Tbilisija. Sprememba iz leta 2017 je začela veljati decembra 2018 in ne vsebuje sklicevanja na Kutaisi kot sedež parlamenta, kar pomeni, da se bo parlament v celoti vrnil v prestolnico januarja 2019.